# ’64–’95
'64–'95 je studiové album anglického elektronického hudebního dua Lemon Jelly. Vydáno bylo 31. ledna 2005 společností XL Recordings a jeho producentem byl jeden z členů dua, Nick Franglen. Autorem obalu alba je druhý člen – Fred Deakin a jeho designerské studio Airside. Deska obsahuje celkem deset písní, které využívají prvků (samplů starších písní různých interpretů, mezi něž patří například Ralph Tresvant, Masters of Reality a Gallagher and Lyle. Tyto písně pochází z let 1964 až 1995 (odtud název alba). Číslo na začátku názvu každé písně znamená rok, ze kterého samplovaná píseň pochází.

## Seznam skladeb
1. Yes! – 1:23
2. It Was… – 0:24
3. '88 AKA Come Down on Me – 5:50
4. '68 AKA Only Time – 6:36
5. '93 AKA Don't Stop Now – 6:56
6. '95 AKA Make Things Right – 5:59
7. '79 AKA The Shouty Track – 3:41
8. '75 AKA Stay with You – 6:11
9. '76 AKA The Slow Train – 5:40
10. '90 AKA A Man Like Me – 5:16
11. '64 AKA Go – 6:31